# Фінал кубка СРСР з футболу 1944
П'ятий фінал кубка СРСР з футболу відбувся на стадіоні «Динамо» в Москві 27 серпня 1944 року. У грі взяли участь московський ЦБЧА і ленінградський «Зеніт». На матчі були присутні 70 тисяч глядачів.

## Претенденти
ЦБЧА (Москва)
- Срібний призер (1): 1938.
- Бронзовий призер (1): 1939.

«Зеніт» (Ленінград)
- Фіналіст кубка СРСР (1): 1939.

## Деталі матчу
| 27 серпня 1944 |

| ЦБЧА       | 1 – 2    | «Зеніт»                   |
| ---------- | -------- | ------------------------- |
| Гринін 35' | Протокол | Чучелов 58' Сальников 68' |

| «Динамо» (Москва) Глядачів: 70 000 Арбітр: Ельмар Саар (Таллінн) |

| ЦБЧА           |                       |     |
|                |                       |     |
| ВР             | Володимир Никаноров   |     |
| ЗХ             | Олександр Прохоров    |     |
| ЗХ             | Іван Кочетков         |     |
| ЗХ             | Костянтин Лясковський |     |
| ПЗ             | Олександр Виноградов  | 53' |
| ПЗ             | Іван Щербаков         |     |
| НП             | Олексій Гринін        |     |
| НП             | Валентин Ніколаєв     |     |
| НП             | Григорій Федотов      |     |
| НП             | Петро Щербатенко      |     |
| НП             | Володимир Дьомін      |     |
| Заміна:        |                       |     |
| ПЗ             | Володимир Шличков     | 53' |
| Тренер:        |                       |     |
| Борис Аркадьєв |                       |     |

| ЗЕНІТ             |                   |
|                   |                   |
| ВР                | Леонід Іванов     |
| ЗХ                | Микола Копус      |
| ЗХ                | Іван Куренков     |
| ЗХ                | Олексій Пшеничний |
| ПЗ                | Віктор Бодров     |
| ПЗ                | Олексій Яблочкін  |
| НП                | Борис Левін-Коган |
| НП                | Микола Смирнов    |
| НП                | Борис Чучелов     |
| НП                | Олексій Ларіонов  |
| НП                | Сергій Сальников  |
| Тренер:           |                   |
| Костянтин Лемешев |                   |

За перемогу в турнірі гравці і старший тренер «Зеніта» були нагороджені медаллями «За оборону Ленінграда»